# Абелио
Абелио (лат. Abellio) је код једног дела старих Келта био бог јабуковог дрвећа, нарочито поштован у долини Гароне, на југозападу Француске.

## Етимологија
Порекло имена овог бога је прилично несигурно, али је могуће да би могло потицати из пра-келтика, од речи Ad-belj-ō што би се у буквалном смислу превело као зелено-растући, односно као зелениш.
Ипак, мада је логички повезано са функцијом овог бога, ово треба прихавтити само условно, пошто се о етимологији његовог имена воде расправе, а ни један поуздан извор није познат.

## Паралеле
Могуће је пронаћи сличности између Абелиа и богова других пантеона, као што су Аполон и Озирис.